# Сафонеево (Тверская область)
Сафонеево — деревня в Кашинском городском округе Тверской области России. До 2018 года входила в состав ныне упразднённого Славковского сельского поселения.

## География
Деревня находится в юго-восточной части Тверской области, в зоне хвойно-широколиственных лесов, к северу от автодороги 28Н-0659, на расстоянии примерно 28 километров (по прямой) к западу от города Кашина, административного центра округа. Абсолютная высота — 158 метров над уровнем моря.

### Климат
Климат характеризуется как умеренно континентальный, с морозной снежной зимой и умеренно тёплым влажным летом. Среднегодовая температура воздуха — 3,2 °C. Средняя температура воздуха самого холодного месяца (января) — −10,7 °C, средняя температура самого тёплого (июля) — 17,8 °С. Продолжительность периода активной вегетации растений (выше 10 °C) составляет примерно 131 день. Годовое количество атмосферных осадков составляет в среднем 611 мм, из которых большая часть выпадает в тёплый период. Снежный покров держится в течение 198 дней.

### Часовой пояс
Деревня Сафонеево, как и вся Тверская область, находится в часовой зоне МСК (московское время). Смещение применяемого времени относительно UTC составляет +3:00.

## Население
| 2010 |
| ---- |
| 0    |